# 鳳儀蔣氏祠堂
鳳儀蔣氏祠堂位於四川省巴中市南江縣，文物遺址年代判定為清。2012年7月16日公佈為第八批四川省文物保護單位。
鳳儀蔣氏祠堂位於四川省巴中市南江縣鳳儀鄉永和村，建於清光緒二十三年（1898），為前殿、左右廂房、正殿三級臺地四合院佈局，占地面積506平方米，總建築面積400平方米。前殿所在一級臺地以三級踏道與二級臺地天井壩子相連。穿8米深的天井青石板壩子登7級踏道上三級臺地所在的正殿。該建築整體結構完整，其木刻構件雕工精細，彩繪如新，具有很高價值。第三次全國文物普查新發現。